# ATC代码 (B01)
ATC代码B01（Antithrombotic agents）是解剖学治疗学及化学分类系统的一个药物分组，这是由世界卫生组织药物统计方法整合中心所制定的药品及其它医用产品的官方分类系统。分组B01是B血液及造血器官的一部分。
兽用代码（ATCvet码）可以在人用ATC代码前加Q字母：QB01等。
国家ATC分类可能包括列表中没有的其它分类，列表为世界卫生组织（WHO）版本。

## B01A 抗血栓药（Antithrombotic agents）

### B01AA 维生素K拮抗剂（Vitamin K antagonists）
B01AA01 双香豆素（Dicoumarol）
B01AA02 苯茚满二酮（Phenindione）
B01AA03 华法林（Warfarin）
B01AA04 苯丙羟基香豆素（Phenprocoumon）
B01AA07 醋硝香豆醇（Acenocoumarol）
B01AA08 二羟香豆素乙酸乙酯（Ethyl biscoumacetate）
B01AA09 氯茚二酮（Clorindione）
B01AA10 二苯茚酮（Diphenadione）
B01AA11 噻氯香豆素（Tioclomarol）

### B01AB 肝素（Heparin group）
B01AB01 肝素（Heparin）
B01AB02 抗凝血酶（Antithrombin III）
B01AB04 达肝素（Dalteparin）
B01AB05 依诺肝素（Enoxaparin）
B01AB06 那屈肝素（Nadroparin）
B01AB07 帕肝素（Parnaparin）
B01AB08 瑞肝素（Reviparin）
B01AB09 达那肝素（Danaparoid）
B01AB10 亭扎肝素（Tinzaparin）
B01AB11 舒洛地特（Sulodexide）
B01AB12 贝米肝素（Bemiparin）
B01AB51 肝素合剂（Heparin, combinations）

### B01AC 抗血小板聚集药，不包括肝素（Platelet aggregation inhibitors excluding heparin）
B01AC01 地他唑（Ditazole）
B01AC02 氯克罗孟（Cloricromen）
B01AC03 吡考他胺（Picotamide）
B01AC04 氯吡格雷（Clopidogrel）
B01AC05 噻氯吡啶（Ticlopidine）
B01AC06 阿司匹林（Acetylsalicylic acid）
B01AC07 潘生丁（Dipyridamole）
B01AC08 卡巴匹林钙（Carbasalate calcium）
B01AC09 前列环素（Epoprostenol）
B01AC10 吲哚布芬（Indobufen）
B01AC11 伊洛前列素（Iloprost）
B01AC13 阿昔单抗（Abciximab）
B01AC15 阿洛普令（Aloxiprin））
B01AC16 依非巴特（Eptifibatide）
B01AC17 替罗非班（Tirofiban）
B01AC18 三氟柳（Triflusal）
B01AC19 贝前列素（Beraprost）
B01AC21 曲前列环素（Treprostinil）
B01AC22 普拉格雷（Prasugrel）
B01AC23 西洛他唑（Cilostazol）
B01AC24 替卡格雷（Ticagrelor）
B01AC30 合剂（Combinations）
B01AC56 阿司匹林与埃索美拉唑（Acetylsalicylic acid and ）

### B01AD 酶（Enzymes）
B01AD01 链激酶（Streptokinase）
B01AD02 阿替普酶（Alteplase）
B01AD03 阿尼普酶（Anistreplase）
B01AD04 尿激酶（Urokinase）
B01AD05 溶纤维蛋白酵素（Fibrinolysin）
B01AD06 纤维蛋白酶（Brinase）
B01AD07 瑞替普酶（Reteplase）
B01AD08 沙芦普酶（Saruplase）
B01AD09 安克洛酶（Ancrod）
B01AD10 drotrecogin alfa （激活型）（ (activated)）
B01AD11 替奈普酶（Tenecteplase）
B01AD12 蛋白质C（Protein C）

### B01AE 直接凝血酶抑制剂（Direct thrombin inhibitors）
B01AE01 水蛭素（Desirudin）
B01AE02 来匹卢定（Lepirudin）
B01AE03 阿加曲班（Argatroban）
B01AE04 美拉加群（Melagatran）
B01AE05 希美加群（Ximelagatran）
B01AE06 比伐卢定（Bivalirudin）
B01AE07 達比加群（Dabigatran etexilate）

### B01AX 其它抗血栓药（Other antithrombotic agents）
B01AX01 去纤苷（Defibrotide）
B01AX04 硫酸皮肤素（Dermatan sulfate）
B01AX05 磺达肝素（Fondaparinux）
B01AX06 利伐沙班（Rivaroxaban）